# Гущанська волость
Гущанська (Забузька) волость — адміністративно-територіальна одиниця Володимир-Волинського повіту Волинської губернії Російської імперії та Української держави. Волосний центр — село Гуща. До кінця ХІХ ст. мала назву Забузька волость.
Станом на 1885 рік складалася з 16 поселень, 11 сільських громад. Населення — 6609 осіб (3237 чоловічої статі та 3372 — жіночої), 893 дворових господарства.
|                     | Площа, десятин | У тому числі орної, дес. |
| ------------------- | -------------- | ------------------------ |
| Сільських громад    | 10944          | 4813                     |
| Приватної власності | 3641           | 1156                     |
| Казенної власності  | 117            | 42                       |
| Іншої власності     | 163            | 90                       |
| Загалом             | 14865          | 6101                     |

Основні поселення волості:
- Гуща — колишнє державне село при річці Буг за 75 верст від повітового міста, волосне правління, 750 осіб, 133 двори, православна церква, школа, поштова станція, постоялий будинок.
- Забужжя — колишнє державне село при річці Буг, 800 осіб, 148 дворів, постоялий будинок.
- Опалин — колишнє державне містечко при річці Буг, 569 осіб, 102 двори, єврейський молитовний будинок, школа, гостинний двір, 2 ярмарки, 2 водяних млини.
- Острівки — колишнє власницьке село, 296 осіб, 41 двір, костел.
- Рівне — колишнє власницьке село, 749 осіб, 119 дворів, православна церква, школа, постоялий будинок.
- Смоляри — колишнє державне село, 617 осіб, 107 дворів, школа, постоялий будинок.

## Під владою Польщі
18 березня 1921 року Західна Волинь відійшла до складу Польщі. Волость продовжувала існувати як ґміна Гуща Любомльського повіту Волинського воєводства в колишніх межах. 
На 1936 рік ґміна складалася з 17 громад:
1. Будники — село: Будники та гаївки: Будники і Каролева;
2. Гроховіска — село: Гроховіска;
3. Гуща — село: Гуща, надлісництво: Гуща, смолярня: Гуща та хутори: Олешківець, Новини і Піскорове;
4. Мельники — село: Мельники;
5. Опалин — село: Опалин;
6. Острівки — село: Острівки, фільварок: Карнопіль і Острівки, колонія: Петрівка та хутір: Острівки;
7. Перекурка — село: Перекурка, лісничівки: Борова і Перекурка та хутір: Борова;
8. Рівне — село: Рівне та хутори: Рівне і Колода;
9. Рогові Смоляри — село: Рогові Смоляри та гаївка: Рогові Смоляри;
10. Столенські Смоляри — село: Столенські Смоляри та хутори: Гродоград, Млинище, Давидівка, Марсівщина, Десятини, Баганці, Колоди й Осучки;
11. Свіжовські Голендри — село: Свіжовські Голендри та колонія: Свіжовські Голендри;
12. Вовчий Перевіз — село: Вовчий Перевіз, фільварок: Вовчий Перевіз та хутори: Вовчий Перевіз, Новини, Острів, Навіз, Підбаби і Придатки;
13. Воля Островецька — село: Воля Островецька;
14. Вілька Угруська — село: Вілька Угруська, фільварок: Вілька Угруська та колонія: Вілька Угруська;
15. Забужжя — село: Забужжя, фільварки: Забужжя, Млинище і Юзвини, гаївки: Забужжя I і Вовчий Перевіз II та хутори: Кушарки, Солтищина, Острівки, Сильне і Локутки;
16. Забузькі Голендри — село: Забузькі Голендри;
17. Замостичі — село: Замостичі, колонія: Замостичі та військове селище: Замостичі.

Після радянської анексії західноукраїнських земель ґміна ліквідована у зв'язку з утворенням районів.